# Kiki & i segreti del sesso
Kiki & i segreti del sesso (Kiki, el amor se hace) è un film del 2016 diretto da Paco León.
Il film è un remake del film australiano The Little Death diretto nel 2014 da Josh Lawson. La pellicola affronta il tema del sesso e dell'amore attraverso cinque storie.

## Trama
Cinque coppie esplorano le loro diverse parafilie sessuali e le diverse sfaccettature della sessualità, alla ricerca della felicità. Una donna soffre di dacrifilia, si eccita nel vedere il proprio compagno piangere, un'altra è affetta da arpaxofilia, prova piacere sessuale quando viene derubata, e un'altra ancora soffre di efefilia, si eccita quando tocca tessuti morbidi. Un uomo affetto da sonnofilia, ha bizzarre fantasie mentre la moglie dorme. Infine, c'è una coppia che si troverà a scoprire di essere propensa a una relazione a tre con una loro amica, sfociando così nel poliamore.

## Distribuzione
Il film è stato distribuito nelle sale cinematografiche spagnole il 1º aprile 2016, diventando un successo al botteghino con oltre 6.000.000 di euro incassati. In Italia è stato distribuito dal 23 giugno 2016.